# Ольшанська волость (Новооскільський повіт)
Ольшанська во́лость — історична адміністративно-територіальна одиниця Новооскілького повіту Курської губернії з центром у слободі Ольшанка.
Станом на 1885 рік складалася з 7 поселень, 7 сільських громад. Населення — 6401 особа (3296 чоловічої статі та 3105 — жіночої), 959 дворових господарств.
|                     | Площа, десятин | У тому числі орної, дес. |
| ------------------- | -------------- | ------------------------ |
| Сільських громад    | 5528           | 3975                     |
| Приватної власності | 8113           | 5135                     |
| Іншої власності     | 66             | 66                       |
| Загалом             | 13707          | 9176                     |

Основні поселення волості:
- Ольшанка — колишня власницька слобода біля річки Ольшанка за 35 верст від повітового міста, 4005 осіб, 612 дворів, православна церква, 9 лавок, паровий млин, винокурний і цегельний заводи.
- Воскресенська — колишня власницька слобода біля річки Орлик, 760 осіб, 98 дворів.
- Стара Хмельова — колишнє державне село біля річки Орлик, 564 особи, 60 дворів.